# 鳥取県道178号大篠津停車場線
鳥取県道178号大篠津停車場線（とっとりけんどう178ごう おおしのづていしゃじょうせん）は、鳥取県米子市を通る一般県道である。

## 概要
米子市大篠津町から国道431号に至る。
元はJR西日本境線 旧大篠津駅前広場と国道431号を結ぶ路線であった。2009年（平成21年）3月31日の路線短縮後も路線名は変更されていない。
2008年（平成20年）6月15日に美保飛行場（米子空港）工事に伴うJR西日本境線経路変更により、大篠津駅を800 m境港側の新線上に移転し米子空港駅（境港市佐斐神町）に改称した。それにより、本路線が分断されたため、一部区間が通行不能となった。

### 路線データ
- 起点：米子市大篠津町（鳥取県道47号米子境港線交点）
- 終点：米子市大篠津町（大篠津町交差点、国道431号交点）
- 総延長：1.4 km

## 歴史
- 2009年（平成21年）3月31日 - 鳥取県告示第223・225号により、米子市大篠津町・JR西日本境線 旧大篠津駅前広場 - 米子市大篠津町（鳥取県道47号米子境港線支線交点）間が米子市に移管され、米子市道2001号外浜街道線となった[1][2]。

## 地理

### 通過する自治体
- 米子市

### 交差する道路
| 交差する道路           | 交差する場所 | 交差する場所          |
| ---------------------- | ------------ | --------------------- |
| 鳥取県道47号米子境港線 | 大篠津町     | 起点                  |
| 国道431号              | 大篠津町     | 大篠津町交差点 / 終点 |

### 交差する鉄道
- 境線

### 沿線
- 米子空港（航空自衛隊美保基地）
- JR西日本境線
  - 米子空港駅（起点付近）
  - 大篠津町駅
- 米子市立大篠津小学校
- アジア博物館・井上靖記念館